# Pio Ospedale della Pietà

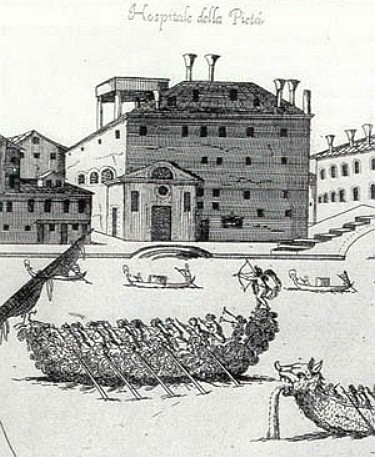
Le Pio Ospedale della Pietà
(Gravure de A. Portio et A. Dalla Via
Musée Correr, Venise)

L' Ospedale della Pietà est un hospice, orphelinat et conservatoire de musique vénitien actif notamment aux XVIIe et XVIIIe siècles.

## Histoire
Trois autres institutions analogues existaient à Venise : 
- l'Ospedale dei Mendicanti,
- l'Ospedale degli Incurabili et
- l'Ospedale dei SS. Giovanni e Paolo.

Cette institution, financée par la république de Venise, fut fondée en 1346 pour accueillir les nouveau-nés abandonnés, que l'on pouvait lui confier en les déposant dans un emplacement spécialement aménagé dans le mur d'enceinte : les religieuses les prenaient en charge de l'autre côté. On recueillait aussi les orphelins, les enfants illégitimes ou les enfants de familles indigentes. La Pietà acceptait des filles et des garçons. Pourtant, les filles y restaient généralement plus longtemps, car contrairement aux garçons, il était difficile pour elles de trouver une occupation qui leur permettait d'être indépendantes financièrement et de sortir de l'établissement. 
À partir du XVIIe siècle, certaines d'entre elles recevaient une éducation musicale poussée, ce qui en faisait des chanteuses et des instrumentistes de valeur. Une hiérarchie distinguait les jeunes filles, selon leur talent : à la base se trouvaient les figlie di coro ; plus expérimentées étaient les privilegiate di coro qui pouvaient prétendre à être demandées en mariage et pouvaient se produire à l’extérieur ; au sommet étaient les maestre di coro qui pouvaient instruire leurs compagnes. Des concerts publics et payants étaient organisés et très courus des mélomanes, aussi bien que des amateurs d’aventures galantes. Chaque ospedale avait un maître de chœur, maestro di coro, responsable de l’enseignement de la musique (le terme s’applique à la musique vocale, mais aussi instrumentale), un organiste, un professeur d’instruments, maestro di strumenti, et d’autres professeurs spécialisés. 
Francesco Gasparini fut maître de violon de cette institution et plus tard Antonio Vivaldi à partir de 1703. Ce dernier occupa diverses fonctions dont celle de compositeur principal de 1713 à 1740, année où il quitta définitivement Venise. D'autres maîtres qui y enseignèrent furent Giovanni Porta, Gennaro D'Alessandro, Nicola Porpora et Gaetano Latilla.
À l'instar des autres hospices vénitiens, le genre musical qui prévalait à la Pietà était l'oratorio. Toutefois d'autres genres furent pratiqués dans cette institution dont le concerto, en recourant par ailleurs à des instruments inhabituels (comme la viole d'amour).
Dans sa lettre du 29 août 1739 adressée à M. de Blancey, Charles de Brosses écrit :

« La musique transcendante ici est celle des hôpitaux. Il y en a quatre, tous composés de filles bâtardes ou orphelines, et de celles que leurs parents ne sont pas en état d’élever. Elles sont élevées aux dépens de l’État, et on les exerce uniquement à exceller dans la musique. Aussi chantent-elles comme des anges, et jouent du violon, de la flûte, de l’orgue, du hautbois, du violoncelle, du basson ; bref, il n’y a si gros instrument qui puisse leur faire peur. Elles sont cloîtrées en façon de religieuses. Ce sont elles seules qui exécutent, et chaque concert est composé d’une quarantaine de filles. Je vous jure qu’il n’y a rien de si plaisant que de voir une jeune et jolie religieuse, en habit blanc, avec un bouquet de grenades sur l’oreille, conduire l’orchestre et battre la mesure avec toute la grâce et la précision imaginables. Leurs voix sont adorables pour la tournure et la légèreté ; car on ne sait ici ce que c’est que rondeur et sons filés à la française. (…) Celui des quatre hôpitaux où je vais le plus souvent et où je m’amuse le mieux, c’est l’hôpital de la Piété ; c’est aussi le premier pour la perfection des symphonies. »

## Liste des maîtres

### Maestri di coro
- Antonio Gualtieri (1633-1649)
- Johann Rosenmüller (1658-1677)
- Giacomo Spada (1677-1701)
- Francesco Gasparini (1701-1713)
- Carlo Luigi Pietragrua (1719-1726)
- Giovanni Porta (1726-1737)
- Gennaro D'Alessandro (1739-1740)
- Nicola Porpora (1742-1743)
- Andrea Bernasconi (1744-1753)
- Gaetano Latilla (1753-1766)
- Giuseppe Sarti (1766-1768)
- Bonaventura Furlanetto (1768-1817)
- Giovanni Agostino Perotti (1817-1828)

### Maestri di canto,di manieraetdi solfeggio
- Pietro Scarpari (1713-1742)
- Pietro Cesti (1722-1726)
- Paolo Bonamici (1726-1730)
- Girolamo Bassani (1730-1741)
- Domenico Valentini (1747-1760)
- Domenico Negri (1760-1767)
- Lorenzo Duodo (1767-1768)
- Gabriel Piozzi (1768)
- Ferdinando Pasini (1768-1769)
- Matteo Buini (1769-1771)
- Ferdinando Pasini (1771-1774)
- Pietro De Mezzo (1774)
- Ferdinando Pasini (1775-1809)
- Ruggero Ermagora Fabio (1809-1829)

### Maîtres de flûte à bec, de la flûte traverière et du hautbois
- Onofrio Penati (1704)
- Ignazio Rion (1704)
- Ludwig Erdmann (1706-1713)
- Ignazio Sieber (1713-1716; 1728-1757)
- Onofrio Penati (1716-1727), également maestro dei concerti
- Ignazio Sieber (1728-1757)
- Pietro Fruttel (1757-1782)

### Maîtres du cor
- Francesco Lanari (1747-1751)
- Lorenzo Rossoni (1751-1760)
- Giacomo Molteni (1762-1765)
- Antonio Lodi (1765-1782)

### Maîtres des timbales
- Lorenzo Crux (1751)

### Maîtres du psaltérion
- Fulgenzio Perotti (1760-1764)

### Maîtres du violon
- Antonio Vivaldi (1703-1717; 1735-1738), également maestro di viola all'inglese et dei concerti
- Lorenzo Carminati (1744-1747)
- Lorenzo Morini (1750-1751),  également maestro dei concerti
- Francesco Negri (1765-1770)
- Antonio Nazari (1770-1775)
- Alessandro Da Ponte (1775-1782)

### Maîtres du violoncelle
- Antonio Vandini (1720-1722)
- Bernardo Aliprandi (1722-1731)
- Antonio Martinelli (1750-1782)

## Anciens élèves
- Vincenta Da Ponte, compositrice et chanteuse

## Dans la littérature
Le roman Stabat Mater de Tiziano Scarpa imagine la vie d'une des pensionnaires musiciennes du conservatoire de l'orphelinat. 
Dans le roman Concert barroque d'Alejo Carpentier, on note la présence de personnages qui sont des pensionnaires de l'Ospedale. 
Le tome 3 de la saison 2 de la série Le Manoir, d'Evelyne Brisou Pellen met en scène une enfant abandonnée de la Pieta, virtuose du violoncelle et élève d'Antonio Vivaldi[réf. nécessaire].
Le grand feu de Léonor de Récondo (2023) est un roman initiatique et féministe sur la découverte, par une pensionnaire de l’orphelinat, de la passion pour la musique et l’amour.

### Thèse universitaire
- Caroline Giron-Panel, À l’origine des conservatoires : le modèle des ospedali de Venise (XVIe – XVIIIe siècles), université Pierre-Mendès-France - Grenoble / université « Ca' Foscari » de Venise, octobre 2010 (présentation en ligne).
- Vanessa Tonelli, Le Figlie di Coro: Women's Musical Education and Performance at the Venetian Ospedali Maggiori, 1660-1740, Evanston, Illinois, juin 2022